# John Trevorrow
John Kenneth Trevorrow (ur. 18 maja 1949 w Melbourne) – australijski kolarz, olimpijczyk.
Reprezentował Australię na Letnich Igrzyskach Olimpijskich 1972, które odbyły się w Monachium.